# 草海桐属
草海桐属是草海桐科下的一个属，为草本、亚灌木或灌木植物。该属共有约90种，分布于澳大利亚、波利尼西亚和其他热带海岸。

## 物种
本属包括以下物种：
- 紫扇花 Scaevola aemula
- 曾氏草海桐 Scaevola chanii
- 小草海桐 Scaevola hainanensis
- 草海桐 Scaevola taccada